# کفر الماء (اربد)
کفر الماء (به عربی: کفر الماء) یک منطقهٔ مسکونی در اردن است که در لواء الکوره واقع شده‌است. کفر الماء ۴۵۰ متر بالاتر از سطح دریا واقع شده‌است.